# ویکتور پوتیاتین
ویکتور پوتیاتین (اوکراینی: Віктор Павлович Путятін؛ ۱۲ سپتامبر ۱۹۴۱ – ۲ نوامبر ۲۰۲۱) ورزشکار شمشیربازی اهل اتحاد جماهیر شوروی سوسیالیستی بود.
وی همچنین برندهٔ جوایزی همچون نشان پرچم سرخ کار شده‌است.
وی در مسابقات کشوری و بین‌المللی در مجموع برندهٔ ۲ مدال نقره شده‌است.